# دانیال اسماعیلی‌فر
دانیال اسماعیلی‌فر (زادهٔ ۲۷ اسفند ۱۳۷۱ ساری) بازیکن فوتبال اهل ایران است که در پست دفاع راست برای باشگاه فوتبال تراکتور در لیگ برتر خلیج فارس بازی می‌کند.

## دوران باشگاهی

### پیام صنعت آمل
وی از سال ۲۰۱۲ تا ۲۰۱۴ در ۲۲ بازی ۲ گل برای پیام صنعت آمل به ثمر رساند.

### ذوب‌آهن
وی از سال ۲۰۱۴ تا ۲۰۲۰ عضو تیم ذوب آهن بود.

### تراکتور
وی دو فصل به صورت قرضی از سال ۲۰۱۷ تا ۲۰۱۹ برای تراکتور به میدان رفت و در ۴۹ بازی ۸ گل به ثمر رساند.

### سپاهان
او در سال ۲۰۲۰ با قراردادی ۲ ساله به سپاهان اصفهان پیوست.

### پرسپولیس
دانیال اسماعیلی فر پس از ۸ سال، اصفهان را به مقصد تهران ترک کرد و در ۱۸ خرداد ۱۴۰۱ با قراردادی ۲ ساله به تیم پرسپولیس پیوست.
در مجموع در نخستین فصل حضور خود در پرسپولیس توانست از دید اثرگذاری دفاعی و شرکت در حمله از بازیکنان اثرگذار تیمش و لیگ ایران باشد و نمایشی موفق برای تیمش داشته باشد. او در هنگام حضورش در پرسپولیس توسط رسانه‌های ورزشی ایران با رامین رضاییان دیگر هم‌پستی و پرسپولیسی پیشین، مقایسه شده است.

## آمار

### باشگاهی
| عملکرد              | عملکرد              | عملکرد              | لیگ  | لیگ | جام      | جام      | قاره‌ای | قاره‌ای | مجموع | مجموع |
| فصل                 | باشگاه              | لیگ                 | بازی | گل  | بازی     | گل       | بازی   | گل     | بازی  | گل    |
| —                   | —                   | —                   | لیگ  | لیگ | جام حذفی | جام حذفی | آسیا   | آسیا   | مجموع | مجموع |
| ------------------- | ------------------- | ------------------- | ---- | --- | -------- | -------- | ------ | ------ | ----- | ----- |
| ۲۰۱۳–۲۰۱۴           | پیام صنعت آمل       | لیگ آزادگان         | ۲۲   | ۱   | ۲        | ۱        | –      | –      | ۲۴    | ۲     |
| مجموع پیام صنعت آمل | مجموع پیام صنعت آمل | مجموع پیام صنعت آمل | ۲۲   | ۱   | ۲        | ۱        | –      | –      | ۲۴    | ۲     |
| ۲۰۱۴–۲۰۱۵           | ذوب‌آهن              | لیگ برتر            | ۱۳   | ۳   | ۱        | ۰        | ۰      | ۰      | ۱۴    | ۳     |
| ۲۰۱۵–۲۰۱۶           | ذوب‌آهن              | لیگ برتر            | ۲۵   | ۱   | ۴        | ۰        | ۷      | ۱      | ۳۶    | ۲     |
| ۲۰۱۶–۲۰۱۷           | ذوب‌آهن              | لیگ برتر            | ۲۹   | ۰   | ۴        | ۰        | ۶      | ۰      | ۳۹    | ۰     |
| ۲۰۱۷–۲۰۱۸           | ذوب‌آهن              | لیگ برتر            | ۱۴   | ۱   | ۱        | ۰        | ۰      | ۰      | ۱۵    | ۱     |
| ۲۰۱۹–۲۰۲۰           | ذوب‌آهن              | لیگ برتر            | ۲۱   | ۳   | ۲        | ۰        | ۲      | ۰      | ۲۵    | ۳     |
| مجموع ذوب‌آهن        | مجموع ذوب‌آهن        | مجموع ذوب‌آهن        | ۱۰۲  | ۸   | ۱۲       | ۰        | ۱۵     | ۱      | ۱۲۹   | ۹     |
| ۲۰۱۷–۲۰۱۸           | تراکتور             | لیگ برتر            | ۱۲   | ۲   | ۱        | ۰        | ۵      | ۰      | ۱۸    | ۲     |
| ۲۰۱۸–۲۰۱۹           | تراکتور             | لیگ برتر            | ۳۰   | ۵   | ۰        | ۰        | ۰      | ۰      | ۳۰    | ۵     |
| مجموع تراکتور       | مجموع تراکتور       | مجموع تراکتور       | ۴۲   | ۷   | ۱        | ۰        | ۵      | ۰      | ۴۸    | ۷     |
| ۲۰۲۰–۲۰۲۱           | سپاهان              | لیگ برتر            | ۳۰   | ۴   | ۲        | ۰        | ۴      | ۰      | ۳۶    | ۴     |
| ۲۰۲۱–۲۰۲۲           | سپاهان              | لیگ برتر            | ۳۰   | ۵   | ۱        | ۰        | ۶      | ۰      | ۳۷    | ۵     |
| مجموع سپاهان        | مجموع سپاهان        | مجموع سپاهان        | ۶۰   | ۹   | ۳        | ۰        | ۱۰     | ۰      | ۷۳    | ۹     |
| ۲۰۲۲–۲۰۲۳           | پرسپولیس            | لیگ برتر            | ۳۰   | ۲   | ۵        | ۰        | –      | –      | ۳۵    | ۲     |
| ۲۰۲۳–۲۰۲۴           | پرسپولیس            | لیگ برتر            | ۲۸   | ۲   | ۲        | ۱        | ۶      | ۰      | ۳۶    | ۳     |
| مجموع پرسپولیس      | مجموع پرسپولیس      | مجموع پرسپولیس      | ۵۸   | ۴   | ۷        | ۱        | ۶      | ۰      | ۷۱    | ۵     |
| مجموع آمار          | مجموع آمار          | مجموع آمار          | ۲۸۴  | ۲۹  | ۲۵       | ۲        | ۳۶     | ۱      | ۳۴۵   | ۳۲    |

### بازی‌های ملی
تا تاریخ ۲۹ مارس ۲۰۲۲
| ایران | ایران | ایران |
| سال   | بازی  | گل    |
| ----- | ----- | ----- |
| ۲۰۲۲  | ۱     | ۰     |
| مجموع | ۱     | ۰     |

## افتخارات
ذوب‌آهن
- جام حذفی ایران
  - قهرمان (۲): ۹۴–۱۳۹۳، ۹۵–۱۳۹۴
- سوپر جام ایران
  - قهرمان (۱): ۱۳۹۵

پرسپولیس
- لیگ برتر خلیج فارس
  - قهرمان (۲): ۰۲–۱۴۰۱، ۰۳–۱۴۰۲
- جام حذفی ایران
  - قهرمان (۱): ۰۲–۱۴۰۱
- سوپر جام ایران
  - قهرمان (۱): ۱۴۰۲

#### تراکتور
- لیگ برتر خلیج فارس (۱)‌: ۰۴–۱۴۰۳
- سوپر جام ایران(۱):۱۴۰۴